# Sulawesikuifarend
De sulawesikuifarend (Nisaetus lanceolatus; synoniem: Spizaetus lanceolatus) is een roofvogel uit de familie van de Accipitridae (Havikachtigen).

## Verspreiding en leefgebied
Deze soort is endemisch op het Indonesische eiland Sulawesi (vroeger Celebes). Deze roofvogel komt voor in tropisch bos op hoogten tussen de 250 en 2000 meter boven zeeniveau.

## Status
De grootte van de populatie wordt geschat op 670-6.700 individuen. Op de Rode lijst van de IUCN heeft deze soort de status niet bedreigd.